# 福阿德·特瓦爾
福阿德·特瓦爾（Fouad Twal；阿拉伯语：‎；1940年10月23日—）是天主教的巴勒斯坦總主教，2008年6月擔任為天主教耶路撒冷宗主教區宗主教，他更任耶路撒冷聖墓騎士團大團長。

## 生平
1966年6月29日，他被祝聖為神父。並被派到拉姆安拉服務。1972年，他進入宗座拉特朗大學研讀教會法博士學位。及在三年後的1975年獲得該學位。
1992年5月30日被時任教宗若望·保祿二世任命為突尼斯自治監督區自治監督。1995年5月31日，聖座將突尼斯自治監督區升格為教區，同時他也任命為該教區首任教區主教。2005年，教宗本篤十六世將他任為耶路撒冷宗主教區助理總主教。
2008年6月21日，他接替彌額爾·薩巴赫成為該宗主教區宗主教。2014年2月19日，他繼續出任聖座東方教會部的成員。
2016年6月24日，福阿德·特瓦爾榮休。